# 科洛斯 (諾夫哥羅德-謝韋爾斯基區)
52°20′9″N 33°18′47″E / 52.33583°N 33.31306°E
科洛斯（烏克蘭語：Колос），是烏克蘭的村落，位於該國北部切爾尼戈夫州，由諾夫哥羅德-謝韋爾斯基區負責管轄，始建於1600年，面積0.23平方公里，海拔高度133米，2001年人口38，人口密度每平方公里165.2人。